# ألان بي. ماكيلروي
ألان بي. ماكيلروي (بالإنجليزية: Alan B. McElroy)‏ هو كاتب سيناريو ومخرج أمريكي، ولد في 1 أكتوبر 1960 في كليفلاند في الولايات المتحدة.

## وصلات خارجية
- ألان بي. ماكيلروي على موقع IMDb (الإنجليزية)
- ألان بي. ماكيلروي على موقع روتن توميتوز (الإنجليزية)
- ألان بي. ماكيلروي على موقع ألو سيني (الفرنسية)
- ألان بي. ماكيلروي على موقع أول موفي (الإنجليزية)
- ألان بي. ماكيلروي على موقع قاعدة بيانات الفيلم (الإنجليزية)
- ألان بي. ماكيلروي على موقع كينوبويسك (الروسية)